# 小行星8167
小行星8167（英語：8167 Ishii）是一颗围绕太阳公转的小行星。1991年2月14日，圓舘金、渡邊和郎在北见发现了此天体。
这颗小行星的绝对星等为298.60900等。